# Karmakanic
Karmakanic ist eine schwedische Progressive-Rock/Jazz-Rock-Band.

## Bandgeschichte
Jonas Reingold komponierte im Jahr 2000 die ersten Songs für Karmakanic und schloss sich mit seinen Flower Kings Kollegen Tomas Bodin, Zoltan Csörsz und Roine Stolt sowie Sänger Göran Edman zusammen um im Jahr 2001 das Debütalbum Entering the Spectra aufzunehmen, welches 2002 veröffentlicht wurde.

## Stil
Karmakanic knüpft als Retro-Prog-Band an den klassischen Progressive Rock der 1970er an. Ihre spezielle Ausrichtung ist Symphonic Rock mit Jazz- sowie teilweise Fusioneinflüssen. Charakteristisch für den Sound der Band sind Konzeptalben, progtypische Keyboard-Sounds, epische Kompositionen sowie die häufige Verwendung meditativer Passagen in den Kompositionen. Karmakanic wurden speziell auf den ersten beiden Alben oft mit den Flower Kings verglichen.

## Bandmitglieder
Jonas Reingold ist der Kopf der Band und zeichnet für den größten Teil der Texte und Kompositionen verantwortlich. Erstaunlich ist, dass der Sänger Göran Edman bis zur Gründung von Karmakanic eher im Zusammenhang mit Melodic Rock (Yngwie Malmsteen, Kharma) und weniger in der Progressive-Rock-Szene bekannt war.

## Diskografie
- Entering The Spectra (2002) Regain (Soulfood Music)
- Wheel Of Life (2004) Regain (Soulfood Music)
- Who’s The Boss In The Factory (2008) Inside Out (SPV)
- In A Perfect World (2011) Inside Out
- DOT (2016) Inside Out
- Transmutation (2025) Reingold Records